# Diebsteich
Der Diebsteich war ein Teich auf dem Gebiet des Hamburger Stadtteils Altona-Nord. Das etwa 1,9 Hektar große Gewässer mit rund 180 Metern Länge und 110 Metern Breite lag direkt westlich der Pinneberger Chaussee (heute Kieler Straße), die seinetwegen einen Schlenker machte, der immer noch existiert, und wurde von der Isebek durchflossen. Diese mündete in die Nordwestecke des Teichs und verließ ihn auf seiner Ostseite.
Anfang des 20. Jahrhunderts befand sich ein Lager der Eiswerke Hamburg samt einem Wassersammelbecken an der Südseite des Teichs.
1912 wurde die Isebek verrohrt bzw. zugeschüttet. Rings um den Rest des Diebsteichs wurde der Luna-Park angelegt, ein Vergnügungspark, der 1913 eröffnet wurde und 1914 wegen des Ersten Weltkriegs wieder schließen musste. Eine zweite Eröffnung 1925 führte schon ein Jahr später zum Konkurs und zur Einebnung des Geländes. Auf der früheren südlichen Seefläche wurde 1926/27 ein Arbeitsamt (Kieler Straße 39) gebaut, auf dem nördlichen Teil später ein Sportplatz.
An den Teich erinnern die Namen des Bahnhofs Hamburg Diebsteich etwa 550 Meter nordwestlich, des Friedhofs Diebsteich westlich des Bahnhofs und der Straße „Am Diebsteich“ auf der Südseite des Friedhofs und damit nicht an der Stelle des Teichs.

## Nachweise
1. ↑  Geoportal Hamburg, Vermessungskarten 1:4000, 1890–1899, abgerufen am 3. Juli 2020
2. ↑  Altonaer Adreß-Buch für 1903, S. 317, Eintrag „Eis“, abgerufen am 3. Juli 2020
3. ↑  Geoportal Hamburg, Vermessungskarten 1:4000, 1910–1915, abgerufen am 3. Juli 2020
4. ↑  Behörde für Umwelt und Energie Hamburg: Gesamtliste der Fließgewässer im Elbeeinzugsgebiet vom 1. Juli 2015, www.fgg-elbe.de, abgerufen am 3. Juli 2020 (PDF; 823 kB)
5. ↑  www.luna-park-altona, abgerufen am 3. Juli 2020

Koordinaten: 53° 33′ 58″ N, 9° 56′ 37″ O